# Papa Giovanni XIV bis
Per Papa Giovanni XIV bis s'intende un pontefice oggi considerato inesistente e non più presente nell'Annuario Pontificio, che alcuni storici medievali e moderni avrebbero invece ritenuto esistente nel 984-985, nei torbidi seguiti alla morte di Giovanni XIV, l'usurpazione dell'antipapa Bonifacio VII e l'elezione di Giovanni XV. L'inserimento di questo pontefice fittizio e altri equivoci hanno determinato l'assenza di un Giovanni XX tanto tra i papi quanto fra gli antipapi.

## La vicenda

### Genesi dell'equivoco
Secondo gli storici medievali, tra Giovanni XIV e il successore Giovanni XV, oltre al succitato Bonifacio VII, si sarebbe posto un ulteriore papa Giovanni, chiamato poi Ioannes XIV bis. Questo papa però non è mai esistito. L'equivoco nacque dal fatto che Giovanni XIV trascorse la seconda metà del suo pontificato, quattro mesi su otto, imprigionato in Castel Sant'Angelo dopo esser stato deposto dall'antipapa Bonifacio VII, impostosi ad aprile del 984. Nel caos politico e istituzionale intercorso tra l'avvento di Bonifacio VII (aprile 984) e l'elezione di Giovanni XV (agosto 985), le principali testimonianze storiche in nostro possesso (cioè quelle di Mariano Scoto e di Goffredo da Viterbo) riportano l'esistenza del fantomatico Ioannes XIV bis.
Si creò così un "Giovanni XV" che, al pari di Dono II, non era in realtà mai esistito.

### Confusione negli elenchi dei papi
Nel 1276, eletto al soglio pontificio, Pedro Julião - pensando di fare cosa giusta reinserendo l'inesistente Ioannes XIV bis tra i pontefici, e ritenendo l'antipapa Giovanni XVI legittimo papa Giovanni XVII - corresse (in realtà erroneamente) la numerazione degli ultimi papae Ioannes: attribuì così a Giovanni XIX il numerale di "ventesimo", e assunse per sé il nome di Giovanni XXI.
In conseguenza di tale equivoco, i successivi pontefici Duèze e Roncalli furono Giovanni XXII e XXIII.

### Giovanni XIV bis nella Basilica di San Paolo fuori le Mura
Nel tentativo di collocare Ioannes XIV bis in modo esatto nella lista dei papi, anche di lui, come di Dono II, esiste un ritratto nei mosaici di San Paolo fuori le Mura, dove però è posto dopo Giovanni XV ed è chiamato addirittura "Giovanni XVI". Nel ciclo di mosaici, pertanto, il papato di Giovanni XV è datato da agosto 985 a dicembre 995 (invece che fino all'aprile 986, come storicamente accaduto), per un totale di un anno, quattro mesi e dodici giorni, mentre il pontificato dell'inesistente Ioannes XIV bis-Giovanni XVI è datato da dicembre 995 ad aprile 996 (quattro mesi e dodici giorni).

### Il Moroni e il Ferrucci
Nel corso del XIX secolo, la leggenda di questo Giovanni XIV bis fu avallata sia dall'erudito cameriere pontificio Gaetano Moroni sia da Luigi Crisostomo Ferrucci.
Il primo ritenne che potesse essere esistito un papa Giovanni eletto e deceduto nel dicembre del 985, poi escluso dalle liste papali perché morto prima della consacrazione, così il successivo papa Giovanni poté legittimamente riprenderne il numerale (come era realmente accaduto nel caso del presbitero Stefano e papa Stefano II nel 752).
Lo storico Luigi Crisostomo Ferrucci, nel suo Indagini storico-critiche sul pontificato e la persona di Bonifacio VII, sostenne che l'equivoco fu rafforzato anche dal fatto che, come riportato dal Moroni, sarebbe esistito un cardinale diacono Giovanni Roberti filius cioè figlio di Roberto, il quale, sostenuto dal popolo, si sarebbe opposto a Bonifacio VII dopo la morte in prigionia di Giovanni XIV, e di cui Bonifacio si sarebbe sbarazzato facendolo accecare.